# Cabinet Höppner I
Land de Saxe-Anhalt
Bergner Höppner II
Le cabinet Höppner I (Kabinett Höppner I, en allemand) est le gouvernement du Land de Saxe-Anhalt entre le 21 juillet 1994 et le 26 avril 1998, durant la deuxième législature du Landtag.

## Coalition et historique
Dirigé par le nouveau ministre-président social-démocrate Reinhard Höppner, il est soutenu par une « coalition rouge-verte » minoritaire entre le Parti social-démocrate d'Allemagne (SPD) et l'Alliance 90 / Les Verts (Grünen), qui dispose de 41 députés sur 99 au Landtag, soit 41,4 % des sièges. Il dispose du soutien sans participation du Parti du socialisme démocratique (PDS). Cette formule parlementaire prend le nom de modèle de Magdebourg, du nom de la capitale du Land.
Il a été formé à la suite des élections législatives régionales du 26 juin 1994, remportées par la gauche, bien que la CDU soit arrivée en tête de justesse, et succède au cabinet du chrétien-démocrate Christoph Bergner, soutenu par une « coalition noire-jaune » entre les chrétiens-démocrates (CDU) et les libéraux (FDP).
Après les élections législatives régionales du 26 avril 1998, durant lesquelles les Grünen ont perdu toute représentation parlementaire, le SPD et le PDS ont conservé la majorité absolue et ont poursuivi leur collaboration au Landtag, les sociaux-démocrates formant alors, seuls, le cabinet Höppner II.

## Composition

### Initiale
| Fonction | Nom | Nom                                               | Parti  |
| --- | --- | ------------------------------------------------- | ------ |
| Ministre-président |     | Reinhard Höppner                                  | SPD    |
| Vice-ministre-présidente Ministre de l'Environnement, de la Protection de la nature et de l'Aménagement du territoire Ministre de l'Aménagement du territoire, de l'Agriculture et de l'Environnement (11/06/1996) |     | Heidrun Heidecke                                  | Grünen |
| Ministre de l'Intérieur |     | Manfred Püchel                                    | SPD    |
| Ministre des Finances |     | Wolfgang Schaefer                                 | SPD    |
| Ministre de la Justice |     | Karin Schubert                                    | SPD    |
| Ministre de l'Économie et de la Technologie Ministre de l'Économie, de la Technologie et des Affaires européennes (24/09/1996)                                                                                     |     | Jürgen Gramke (jusqu'au 31/01/1995) Klaus Schucht | SPD    |
| Ministre du Travail, des Affaires sociales et de la Santé |     | Gerlinde Kuppe                                    | SPD    |
| Ministre de l'Alimentation, de l'Agriculture et des Forêts (dissous le 11/06/1996) |     | Helmut Rehhahn                                    | SPD    |
| Ministre de l'Éducation |     | Karl-Heinz Reck                                   | SPD    |
| Ministre du Logement, de l'Urbanisme et des Transports |     | Jürgen Heyer                                      | SPD    |